# Conseil d'État du canton d'Appenzell Rhodes-Extérieures
Pour les autres articles nationaux ou selon les autres juridictions, voir Conseil d'État.

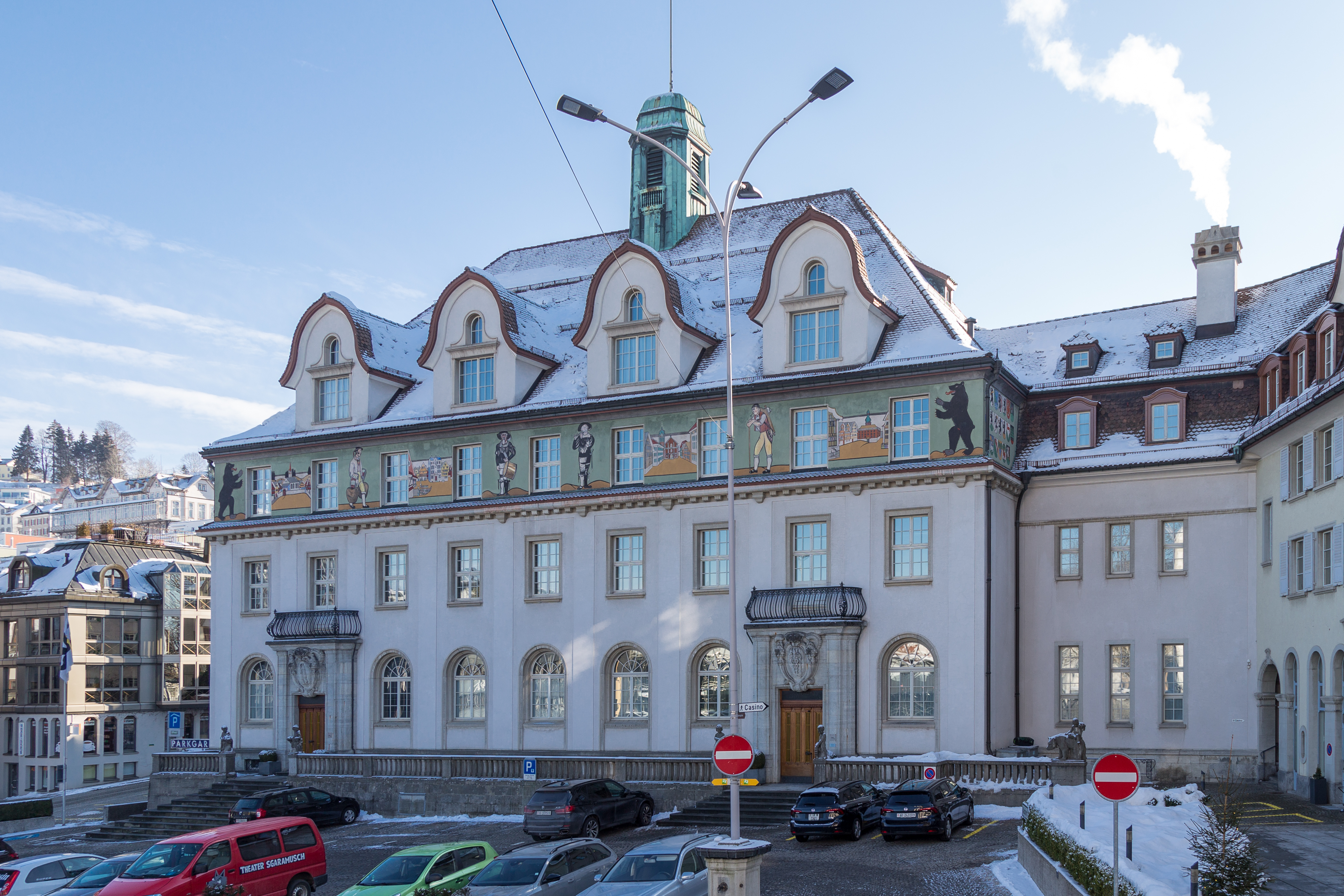
Siège du Conseil d'État d'Appenzell Rhodes-Extérieures.

Le Conseil d'État d'Appenzell Rhodes-Extérieures (en allemand : Regierungsrat von Appenzell Ausserrhoden) est le gouvernement du canton d'Appenzell Rhodes-Extérieures, en Suisse.

## Description
Le Conseil d'État est une autorité collégiale composée de cinq membres. Avant le 1er janvier 2016, il comptait sept membres.
Le président porte le titre de Landammann. Il est élu le même jour que les membres du Conseil d'État. Selon la NZZ, en raison de la longue tradition cantonale de Landsgemeinde, abandonnée seulement le 28 juillet 1997, le Landammann n'est pas uniquement perçu comme le chef du gouvernement par la population, mais comme une référence morale et un médiateur.
Chaque conseiller d'État est à la tête d'un département (en allemand : Departement). Les départements sont au nombre de cinq depuis le 1er janvier 2016, :
- Département des finances (Departement Finanzen)
- Département de la formation et de la culture (Departement Bildung und Kultur)
- Département de la santé et des affaires sociales (Departement Gesundheit und Soziales)
- Département des constructions et de l'économie (Departement Bau und Volkswirtschaft)

- Département de l'intérieur et de la sécurité (Departement Inneres und Sicherheit)

Auparavant, les sept départements étaient les suivants :
- Département des finances (Departement Finanzen)
- Département de la formation (Departement Bildung)
- Département de la santé (Departement Gesundheit)
- Département des constructions et de l'environnement (Departement Bau und Umwelt)
- Département de l'économie et de l'agriculture (Departement Volks- und Landwirtschaft)
- Département de la sécurité et de la justice (Departement Sicherheit und Justiz)

- Département de l'intérieur et de la culture (Departement Inneres und Kultur)

## Élection
Les membres du Conseil d'État sont élus au scrutin majoritaire à deux tours pour une période de quatre ans. Leur entrée en fonctions est fixée au 1er juin.
Depuis le 1er juin 2015, ils ne peuvent être réélus qu'à trois reprises ; auparavant, depuis 2010, ils étaient soumis à une limite d'âge de 65 ans,.
Depuis 2015, le Landammann est élu pour deux ans. Il était précédemment élu pour quatre ans en vertu de la modification de 1998 de la constitution de 1995, pour un an renouvelable deux fois en vertu de la constitution de 1995 et pour trois ans en vertu de celle de 1908,.

## Composition actuelle (2023-2027)
Date de l'élection : 12 mars 2023
- Katrin Alder (PLR)
- Dölf Biasotto (PLR)
- Yves Noël Balmer (PS)
- Hansueli Reutegger (UDC)
- Alfred Stricker (sans parti)

## Anciennes compositions

### 2019-2023
- Dölf Biasotto (PLR), département des constructions et de l'économie, président (landammann) de juin 2021 à juin 2023
- Alfred Stricker (sans parti), département de la formation et de la culture, président de juin 2019 à juin 2021
- Yves Noël Balmer (PS), département de la santé et des affaires sociales
- Hansueli Reutegger (UDC), département de l'intérieur et de la sécurité
- Paul Signer (PLR), département des finances

### 2015-2019
- Paul Signer (PLR), département de l'intérieur et de la sécurité, président à partir de juin 2017 à juin 2019
- Matthias Weishaupt (PS), département de la santé et des affaires sociales, président de juin 2015 à juin 2017
- Köbi Frei (UDC), département des finances
- Marianne Koller-Bohl (PLR), département des constructions et de l'économie
- Alfred Stricker (sans parti), département de la formation et de la culture

## Histoire
De 1913 à 1997, le Parti radical-démocratique (PRD) occupe six des sept sièges du gouvernement, le septième revenant au Parti socialiste (PS).
En 1994, cinq ans après l'introduction du droit de vote des femmes dans le canton, deux femmes sont élues au gouvernement : la PRD Marianne Kleiner et la sans parti Alice Scherrer. Le gouvernement d'Appenzell Rhodes-Extérieures devient ainsi le premier de Suisse orientale à compter des femmes.
Jusqu'en 1997, année de l'abrogation de la Landsgemeinde, les membres du Conseil d'État sont réélus chaque année et c'est la Landsgemeinde qui leur attribue les départements. La première élection du gouvernement à bulletins secrets a lieu le 3 mai 1998 et permet pour la première fois à l'Union démocratique du centre (UDC) d'accéder au gouvernement. L'année suivante, la PRD Marianne Kleiner devient la première femme à exercer la fonction de Landammann.
En 2003, le Parti socialiste perd son siège au gouvernement au profit de l'UDC, qui en gagne un deuxième grâce à l'élection de Köbi Frei. Le PS ne parvient à récupérer son siège qu'en 2006 lors d'une élection complémentaire, au détriment du PRD.
À partir de 2011, le Landammann est élu pour deux ans. Cette même année, Hans Diem devient le premier représentant de l'UDC à exercer cette fonction.
Le 18 mai 2014, le canton se dote d'une nouvelle constitution, qui réduit le nombre de conseillers d'État de sept à cinq membres. La nouvelle règle de composition du gouvernement est en vigueur depuis le 1er janvier 2016.